# Thappakuttai
Thappakuttai es una ciudad censal situada en el distrito de Salem en el estado de Tamil Nadu (India). Su población es de 6986 habitantes (2011). Se encuentra a 21 km de Salem y a 39 km de Erode.

## Demografía
Según el censo de 2011 la población de Thappakuttai era de 6986 habitantes, de los cuales 5312 eran hombres y 4908 eran mujeres. Thappakuttai tiene una tasa media de alfabetización del 64,98%, inferior a la media estatal del 80,09%: la alfabetización masculina es del 74,76%, y la alfabetización femenina del 53,56%.